# Terremoto de Sumatra de 1907
El terremoto de Sumatra de 1907 ocurrió el 4 de enero de 1907 a las 12:19 hora local. La magnitud estimada fue de 8,2 a 8,4, con epicentro cerca de Simeulue, frente a Sumatra.Desencadenó un tsunami generalizado y dañino que causó al menos 2.188 muertes.La baja intensidad observada en comparación con el tamaño del tsunami ha llevado a su interpretación como un terremoto tipo tsunami. Los niveles más altos de temblores observados en Nias se atribuyen a una gran réplica ocurrida menos de una hora después. El tsunami dio origen a la leyenda S'mong, a la que se le atribuye haber salvado muchas vidas durante el terremoto de 2004.

## Entorno tectónico
Sumatra se encuentra por encima del límite de la placa convergente, donde la Placa Australiana está siendo subducida debajo de la Placa de la Sonda a lo largo del megaempuje de la Sonda. La convergencia en esta parte del límite es muy oblicua y el componente de deslizamiento del movimiento de la placa se acomoda a lo largo de la Gran Falla de Sumatra lateral derecha. El movimiento del megaempuje de la Sonda ha causado muchos grandes terremotos.

## Terremoto
Este terremoto se ha considerado anómalo, en comparación con otros megaempujes de la Sonda, debido a la pequeña cantidad de temblores observados en comparación con la escala del tsunami desencadenado. Tanto la ubicación del epicentro como la magnitud del terremoto son inciertas.

### Réplicas
Un nuevo examen de los registros del sismómetro identificó un segundo terremoto unos 53 minutos después del terremoto principal. Esta réplica fue responsable del intenso temblor reportado desde Nias. Para este evento se ha estimado una magnitud de 7,1. También se han identificado otras dos réplicas importantes a partir de registros sismógrafos y se conocen otros 19 eventos a partir de informes contemporáneos.

### Ubicación epicentral
Se han hecho muchas estimaciones sobre el epicentro de este terremoto. La mayoría de las primeras estimaciones de la ubicación lo sitúan en la elevación exterior de la placa subductora en lugar de en la interfaz de la placa. Estos terremotos pueden generar tsunamis, pero es muy poco probable que sean terremotos tipo tsunami. Estimaciones más recientes dan una variedad de epicentros, incluidos algunos ubicados en una parte poco profunda del megaempuje, aunque las incertidumbres siguen siendo grandes. Martín y col. dan su ubicación preferida justo al oeste de Simeulue, coincidiendo con una barrera importante para la propagación de la ruptura a lo largo del megaempuje causado por una cresta asociada con una zona de fractura en la placa de subducción. Esta ubicación se encuentra en una parte similar del megaempuje como el epicentro del terremoto y tsunami de Mentawai de 2010.

### Magnitud
Se conservan suficientes grabaciones instrumentales de este terremoto para permitir una estimación de su magnitud. A partir de los sismógrafos se ha estimado un rango de 7,5 a 8,0, magnitud insuficiente para explicar el tsunami observado. La magnitud de la onda superficial de este terremoto se calculó a partir de ondas sísmicas con un período de hasta 40 segundos. Sin embargo, en el caso de un terremoto tipo tsunami, una gran parte de la energía liberada se produce en períodos mucho más largos. Se han utilizado observaciones de la amplitud de las ondas de Rayleigh y Love para estimar un momento sísmico de 2,5 x 10 a la 28 para períodos en el rango de 100 a 160 segundos, equivalente a 8,2. Estas observaciones también demuestran un aumento en el momento al aumentar el período y el período más largo disponible de 170 segundos sugiere un valor de aproximadamente 8,4.

### Modelo de falla
La naturaleza del terremoto coincide bien con un modelo de falla que implica un deslizamiento en la parte superior del megaempuje, consistente con la ubicación de otros terremotos tipo tsunami. Una longitud de ruptura de unos 250 kilómetros y una profundidad de hasta 80 kilómetros combinada con un deslizamiento máximo de 21 metros son capaces de generar el tsunami observado.

## Tsunami
El tsunami que acompañó a este terremoto se observó en lugares tan lejanos como Sri Lanka, Reunión y Rodrigues en el Océano Índico.
Fue más destructivo a lo largo de la costa de Simeulue.Dio origen a la leyenda S'mong entre el pueblo de Simeulue, que persistió a través de la tradición oral. El 26 de diciembre de 2004, a los S'mong se les atribuye haber salvado las vidas de muchas personas en Simeulue y la vecina Nias cuando los habitantes huyeron a terrenos más altos tras el terremoto.Hay pocas mediciones fiables del período previo, pero la magnitud del tsunami se ha estimado a partir de informes de inundaciones tanto en Simeulue como en Nias. La inundación máxima observada fue de 2 a 3 kilómetros en Lakubang, en la costa sur de Simeulue, y una inundación máxima estimada en el rango de 7 a 15 metros, según informes sobre la pérdida de cocoteros en la pequeña isla de Pulau Wunga, frente al noroeste de Nias.

## Daños
Debido al nivel relativamente bajo de temblores asociados con el terremoto principal, casi todos los daños y las víctimas fueron resultado del tsunami. La réplica de Nias, por el contrario, dañó muchos edificios en esa isla. El número de víctimas según informes contemporáneos es de 370 en Nias y un mínimo de 1.818 en Simeulue.